# Philippe Goitschel
Philippe Goitschel, född 1962, är en fransk alpin skidåkare. Han tog silver på speedski, som var demonstrationsgren vid olympiska vinterspelen 1992 i Albertville.
Han är systerson till Christine och Marielle Goitschel, som är systrar till hans mor Patricia.
Den 23 april 2002 noterade han världsrekord i speedski, då han klockades för 250.7 kilometer i timmen (155.434 engelska mil i timmen) i Les Arcs. Därefter mddelade han att han skulle sluta tävla.